# ثقافة بحرينية
ثقافة البحرين الإسلام هو الدين الرئيسي، والمعروف البحرينيين للتسامح تجاه ممارسة الأديان الأخرى. الزواج المختلط بين البحرينيين والمغتربين ليست غير شائعة، وهناك العديد الفلبينية البحرينيين من هذا القبيل من الفلبينيين طفل الممثلة ماربيا منى العلاوي
القواعد المتعلقة بالزي الإناث وخففت عموما مقارنة مع الدول المجاورة. الزي التقليدي للمرأة وعادة ما تشمل الحجاب أو العباءة. على الرغم من أن الملابس التقليدية للذكور هو الثوب الذي يضم أيضا أغطية الرأس التقليدية مثل الكوفية، الغترة والعقال، الملابس الغربية شائعة في البلاد.

## الشعبية والتراث
شعب البحرين المتنوع عرقيا. هناك ما لا يقل عن 8-9 مجموعات عرقية مختلفة من المواطنين البحرينيين. وتنقسم المواطنين البحرينيين الشيعة إلى قوميتين رئيسيتين: البحراني وعجم. معظم الشيعة البحرينيين العرقي البحارنة، البحارنة كونه من نسل سكان الجاهلي الأصلي البحرين. البحارنة التحدث مجموعة متنوعة من العربية المعروفة باسم البحراني العربية. وعجم هي الفارسي الشيعة العرقي. البحريني الفرس الحفاظ على ثقافة ولغة واضحة، ولكن استيعابهم منذ وقت طويل في الثقافة البحرينية. فإنها تميل إلى يعتبرون أنفسهم البحرينيين الفارسي بدلا من الإيرانيين.
بين المواطنين البحرينيين السنة، وهناك أيضا العديد من المجموعات العرقية المختلفة. وتنقسم البحرينيين السنة بشكل رئيسي إلى قوميتين رئيسيتين: العرب في المناطق الحضرية (العرب) والهولة. العرب في المناطق الحضرية في الغالب من نسل العرب السنة من وسط الجزيرة العربية الذين كانوا عادة اللؤلؤ الغواصين والتجار والبحارة والتجار والصيادين في عصر ما قبل النفط. والهولة هم من نسل الإيرانيين السنة. بعض منهم الفرس, وغيرهم من العرب السنة العرقي.
فقط ما يقرب من نصف السكان هم من العرب. السكان المولودين في الخارج، التي تضم أكثر من نصف السكان، معظمهم من إيران والهند وباكستان والفلبين وبريطانيا، والولايات المتحدة. حوالي ثلاثة أخماس من القوى العاملة الآسيوية إلى حد كبير من الأجانب.

### الفساتين التقليدية

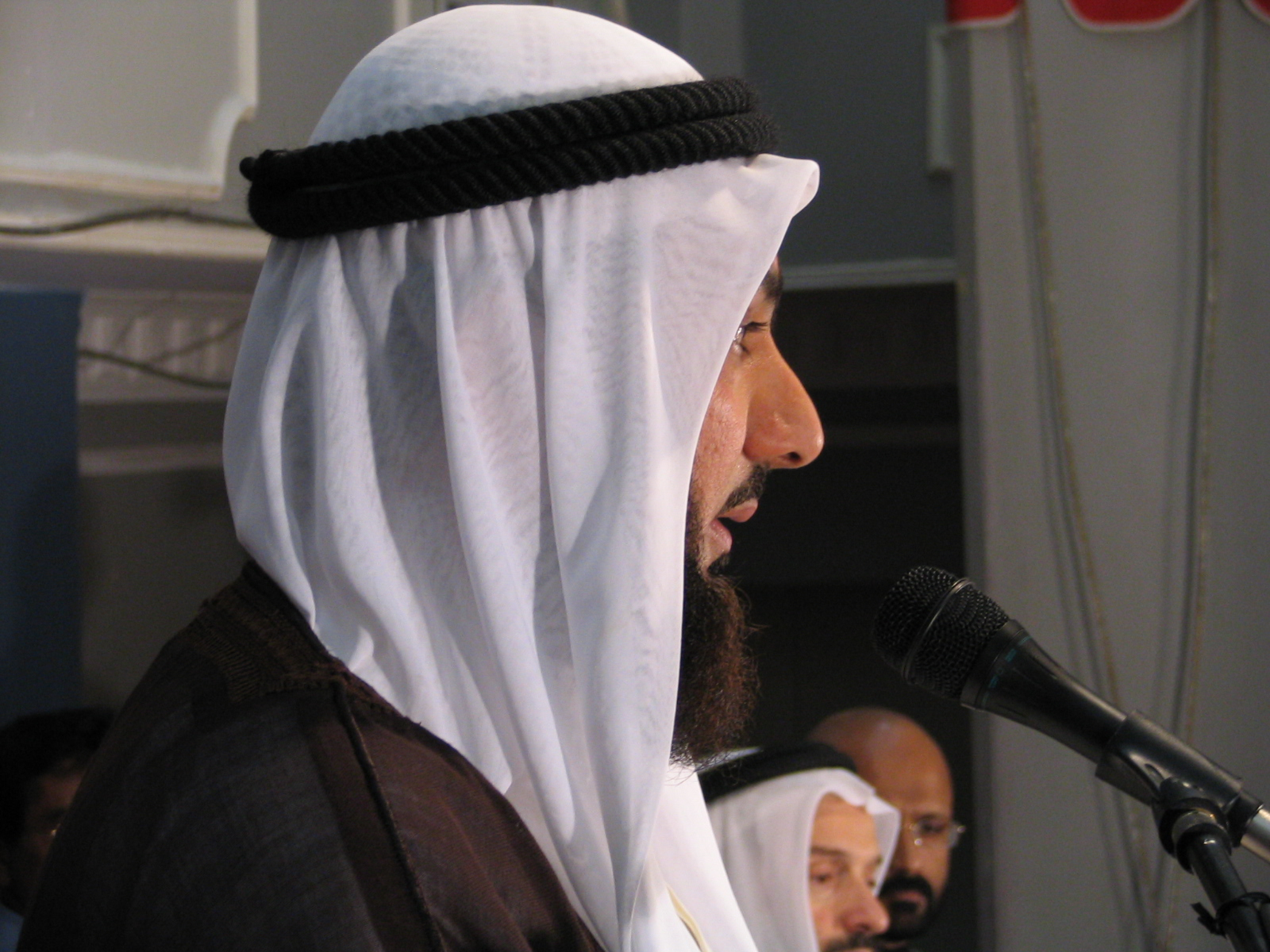
الشاب البحريني يرتدي الغترة والعقال.

لباس المرأة البحرينية التقليدية العباءة، وهي فضفاضة طويلة عباءة سوداء، وتلبس جنبا إلى جنب مع قطعة قماش سوداء على رأسه ودعا الحجاب.
اللباس التقليدي للرجال البحريني هو الثوب (ثوب) وغطاء الرأس التقليدي الذي يتضمن الكوفية، الغترة والعقال.
- الثوب (أو «الدشداشة» في الكويت) هو فضفاض، بأكمام طويلة، الكاحل طول الملابس. أثواب الصيف بيضاء ومصنوعة من أثواب القطن والشتاء هي الأسود والمصنوعة من الصوف.
- والغترة هي وشاح مربع، مصنوعة من القطن، ومطوية في المثلث ويلبس فوق كوفية. في البحرين، وهي عادة ما تكون حمراء وفحص الأبيض أو كل أبيض. ليس هناك أهمية وضعها على أي نوع يلبس الرجل في البحرين، على الرغم من أن هذا الاختيار له انعكاسات في دول الخليج الأخرى.
- كانت الكوفية البيضاء غطاء الجمجمة محبوك تلبس تحت الغترة.
- العقال هو سميكة، وضعف، والحبل الأسود الذي ترتديه في الجزء العلوي من الغترة ليثبت في مكانه.

في بعض المناسبات، وارتداء البحرينيين وبشت، وهي عباءة من الصوف، على الثوب. على عكس الثوب، وبشت لينة، وعادة ما يكون الأسود والبني، أو الرمادي.

### قرقيعان
قرقيعان هو احتفال مرتين في السنة، لوحظ في البحرين وبقية شرق شبه الجزيرة العربية، الذي يقام في ليلة ال15 من شهر رمضان المبارك من شعبان وليلة النصف من شعبان 15 من شهر رمضان. يتم وضع علامة قرقيعان مع الأطفال يلبسون في الملابس التقليدية ويذهب من الباب إلى الباب لتلقي المكسرات والحلويات من الجيران، بينما الغناء أيضا الأغاني التقليدية. وقد وجدت تقليد لمئات السنين، ومتجذرة في ثقافة الخليج.
على الرغم من أن الاحتفال سهم قرقيعان التشابه مع العرف هالوين خدعة أو علاج، يمارس في بعض الدول الغربية، قرقيعان لا يوجد لديه اتصال مع الرعب ولا أصل المرتبطة هالوين.

## وسائل الإعلام
ونشرت العديد من الصحف الأسبوعية واليومية باللغة العربية - أخبار الخليج، الأيام، وقت على سبيل المثال لا الحصر. ويعتقد الوسط صحيفة عربية يومية أصبحت الصحيفة الأكثر شعبية في البلاد بحلول عام 2011 مع تداول اليومي من 15000 وقراء 45,000. 60000 ويبدو أن عددا صغيرا من الصحف باللغة الإنجليزية - الخليج أخبار يومية، منبر يومية. معظم الصحف المملوكة للقطاع الخاص وغير خاضع للرقابة طالما أنها تمتنع عن انتقاد العائلة الحاكمة. بثت محطات التلفزيون والإذاعة معظم البرامج باللغة العربية، على الرغم من أن هناك قنوات باللغة الإنجليزية والهندية (الراديو).

## الفنون والموسيقى والرقص

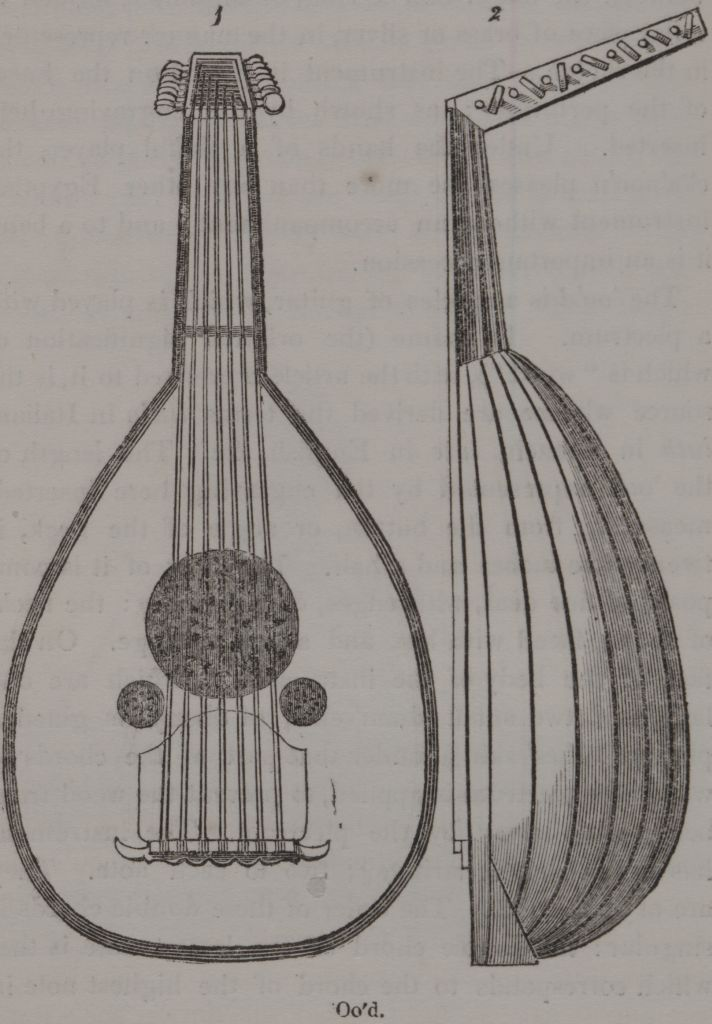
الخطوط العريضة للعود.

وتشمل الفنون قراءات من القرآن الكريم، والرقصات الاحتفالية برفقة الطبول مسطحة، ورواية القصص. شعراء البحرين تشتهر آياتها الشعرية وتحمل على التقاليد الراسخة في حين استكشاف أيضا موضوعات جديدة. المواليد والزيجات تدعو للاحتفالات واسعة النطاق في البحرين، والتي غالبا ما تكون من دواعي سروري أن يشارك في. وفضلا عن ذلك، من المعروف أن شعب البحرين أيضا لمهاراتهم الفنية، وتستخدم قوارب لصيد الأسماك واللؤلؤ، ويجري مثالا لل هذا الحرفية. كما يتحدث المجوهرات التقليدية مجلدات عن التصاميم المعقدة أن شعب البحرين يمكن أن تصل.
الموسيقى البحرين يتبع النمط التقليدي. ومن تفصيلا والمتكررة. انها لعبت على العود (وهو الجد من العود) وربابة (أ صك الوتر الواحد). كما أن البحرين تقاليد الرقص الشعبي. في رقصة العرضة هي رقصة السيف للرجال، الذي يكون مصحوبا قارعي الطبول التقليدية وشاعر، الذي يغني كلمات.
وقد تم إنتاج عدد قليل من الأفلام الروائية في البلد؛ وأولها عام 1990 فيلم الدراما الجدار بسام الذوادي. كانت دور السينما المؤسسات الشعبية منذ 1920 في وقت مبكر عندما تشكلت المسرح والسينما مؤقت.

## المهرجانات والعادات والطقوس
- عيد الفطر وعيد الأضحى
- رمضان
- يوم عاشوراء
- المولد النبوي الشريف
- عيد الاستقلال
- العيد الوطني في البحرين
- النفساء
- جورجاون
- حبيبة

## الأماكن
| - مسجد الفاتح - مسجد الخميس - قلعة عراد - باب البحرين - سوق المنامة - سوق الذهب - قلعة البحرين - جائزة البحرين الكبرى - متحف البحرين الوطني - معبد باربار | - بيت القرآن - مدافن دلمون - الغطس - أول بئر نفطي - ركوب الخيل - بيت الجسرة - جسر الملك فهد - قلعة الرفاع - نادي الرفاع للجولف - الشيخ عيسى في البيت | - بيت السيادي - شجرة الحياة - جبل الدخان - مجمع السيف |

## الأعياد والعطلات الرسمية
- في 1 سبتمبر 2006، تغيرت عطلة نهاية الأسبوع في البحرين من كونها الخميس والجمعة إلى الجمعة والسبت، من أجل أن يكون يوم عطلة نهاية الأسبوع مشتركة مع بقية العالم. يتم سرد العطل ملحوظ في البلاد أدناه:-

| التاريخ       | المناسبة                    | ملاحظات              | الدوام الرسمي |
| ------------- | --------------------------- | -------------------- | ------------- |
| 1 يناير       | عيد رأس السنة الميلادية     | حسب التقويم الميلادي | عطلة          |
| 5 فبراير      | ذكرى تأسيس قوة دفاع البحرين | حسب التقويم الميلادي | لا توجد عطلة  |
| 1 مايو        | عيد العمال العالمي          | حسب التقويم الميلادي | عطلة          |
| 16 ديسمبر     | العيد الوطني البحريني       | حسب التقويم الميلادي | عطلة          |
| 17 ديسمبر     | عيد جلوس الملك              | حسب التقويم الميلادي | عطلة          |
| 1 محرم        | عيد رأس السنة الهجرية       | حسب التقويم الهجري   | عطلة          |
| 9 محرم        | التاسع من محرم              | حسب التقويم الهجري   | عطلة          |
| 10 محرم       | يوم عاشوراء                 | حسب التقويم الهجري   | عطلة          |
| 12 ربيع الأول | عيد المولد النبوي الشريف    | حسب التقويم الهجري   | عطلة          |
| 27 رجب        | ذكرى الإسراء والمعراج       | حسب التقويم الهجري   | لا يوجد عطلة  |
| 1 شوال        | عيد الفطر المبارك           | حسب التقويم الهجري   | عطلة          |
| 9 ذو الحجة    | يوم عرفة                    | حسب التقويم الهجري   | عطلة          |
| 10 ذو الحجة   | عيد الاضحى المبارك          | حسب التقويم الهجري   | عطلة          |